# Santa Fe (Romblon)
Santa Fe ist eine philippinische Stadtgemeinde in der Provinz Romblon, in der Verwaltungsregion IV-B, Mimaropa. Sie hat 16.098 Einwohner (Zensus 1. August 2015). Sie wird als Gemeinde der fünften Einkommensklasse auf den Philippinen und als teilweise urbanisiert eingestuft.
Santa Fe liegt im Süden der Insel Tablas und die Topographie wird durch ein flachwelliges Terrain gekennzeichnet. Im Nordwesten liegt die Nachbargemeinde Looc, im Norden Alcantara und im Südwesten San Jose auf der Insel Carabao. 
In der Gemeinde ist die School of Fisheries Technology der Romblon State University angesiedelt.

## Baranggays
Die Gemeinde setzte sich 2011 aus elf Barangays zusammen:
| - Agmanic - Canyayo - Danao Norte - Danao Sur - Guinbirayan - Guintigbasan | - Magsaysay - Mat-i - Pandan - Poblacion - Tabugon |

## Weblink
- Informationen der Philippine Statistics Authority über Santa Fe